# Dawny kościół parafialny Świętej Trójcy w Berezie (nie istnieje)
Dawny kościół parafialny Świętej Trójcy w Berezie – kościół rzymskokatolicki w Berezie (Bereza, Bereza Kartuska, biał. Бяроза, Biaroza), zbudowany w latach 1928–1933, według projektu architekta Wiktora Sołomowicza. Obecnie nie istnieje.

## Historia
W r. 1477 osada Bereza musiała być już ludną i dobrze zabudowaną, gdyż jej ówczesny właściciel, Jan z Wiesztortów Hamszejów wraz z żoną Barbarą ufundowali tam kościół parafialny p.w. Trójcy Św.
Do początku w. XVII Bereza należała wciąż do rodu Hamszejów. W r. 1611 kolejny z jej właścicieli, Jan Pawłowicz Hamszej, sprzedał miasto Lwu Sapieże, kanclerzowi W. Ks. Lit., który po trzech latach (1614) odsprzedał ją Marcinowi Niemirze, chorążemu mielnickiemu. Niemira, nie mogąc spłacić swoich długów, odstąpił dobra bereskie w r. 1617 z powrotem kanclerzowi litewskiemu. Wówczas w mieście notowano cerkiew unicką (1618) i parafialny kościół katolicki, przez pewien czas służący jako zbór kalwiński (1538), który Sapieha odrestaurował i na nowo uposażył. Po śmierci Lwa Sapiehy w r. 1633, zgodnie z zapisem testamentalnym, dobra bereskie przeszły w posiadanie jego najstarszego syna – Jana Stanisława, marszałka w. lit., następnie w r. 1635 odziedziczył je najmłodszy z synów kanclerza, Kazimierz Leon Sapieha, który w r. 1648 sprowadził tam zakon Kartuzów, a Bereza zyskała przymiotnik Kartuskiej.
O drewnianym kościele z r. 1477 nie ma żadnych dokładniejszych danych. Na tym samym miejscu w r. 1631 kanclerz Lew Sapieha wystawił dla parafii kolejną świątynię, poświęconą w tymże roku przez sufragana wileńskiego Jerzego Tyszkiewicza pod tytułem Trójcy Św., Św. Jana Chrzciciela, Wniebowzięcia Najśw. Marii Panny, Św. Stanisława Biskupa. Pierwszy zarejestrowany akt wizytacyjny z r. 1704 notuje we wnętrzu pięć ołtarzy: Najśw. Marii Panny, Św. Róży, Św. Wincentego, Św. Józefa i Ukrzyżowania. Pomimo prowadzonych w latach dwudziestych w. XVIII prac remontowych budynek świątyni nie był w dobrej kondycji, zapewne dlatego w r. 1754 staraniem ojców kartuzów wystawiono kolejny kościół. Został poświęcony przez ojca Brunona Kadaua, ówczesnego przeora bereskiego klasztoru, pod tym samym, co poprzednio, rozbudowanym tytułem. Kościół, jak i poprzednie istniejące na tym miejscu, był drewniany, na podmurowaniu. Jego interesującą bryłę „w figurze owalnej” wzbogacały zakrystia i skarbiec, a gontowy dach urozmaicały trzy kopuły obite blachą i zwieńczone krzyżami.
Po r. 1864, zapewne na skutek represji popowstaniowych, kościół został zniesiony przez Rosjan (jeszcze w r. 1934 w mieście stał krzyż upamiętniający świątynię rozebraną przez zaborców), a zabudowania gospodarcze w r. 1867 przejęło duchowieństwo prawosławne. Po latach użytkowania spłonęły one na początku w. XX, natomiast dawna plebania została przez popa Kuźmińskiego w r. 1907 sprzedana Żydowi Lejzorowi Nowikowi, który ją rozebrał i z otrzymanego materiału zbudował w Berezie dom mieszkalny. W latach dwudziestych w. XX wojewoda poleski rozpoczął akcję rewindykacji majątku kościelnego, zarówno budynków jak i ziemi. Starano się również o zwrot krucyfiksu i obrazu Trójcy Św. pochodzących z kościoła parafialnego, a znajdujących się w miejscowej cerkwi. Przedmioty te w listopadzie r. 1923 otrzymał z powrotem proboszcz, ks. Nikodem Kowalewski.
W latach 1928-1933 na miejscu, gdzie znajdowały się poprzednie, drewniane kościoły fundacji Hamszejów, Lwa Sapiehy i ojców Kartuzów, kosztem parafian i staraniem ks. Nikodema Kowalewskiego wzniesiono nową, murowaną świątynię wg proj. arch. Wiktora Sołomowicza. Kościół został w r. 1933 poświęcony p.w. Trójcy Św. przez bpa pińskiego Kazimierza Bukrabę. W pobliżu znajdowała się plebania i budynki gospodarcze oraz duży sad i cmentarz.
Kościół powstały wg proj. Sołomowicza przetrwał niespełna cztery dekady, po czym w r. 1964 został rozebrany. Na pozostałych fundamentach zbudowano duży pawilon handlowy („Военторг”), a jedynym śladem istniejącej tam od w. XV świątyni były prowadzące do niego schody.
Z Berezą związane są misje pallotyńskie – po raz pierwszy Pallotyni przyjechali na teren Polesia w r. 1937. Objęli wówczas nową parafię zorganizowaną przy dawnej kartuzji, lecz ich działalność szybko zakończył wybuch wojny. Na początku lat dziewięćdziesiątych w. XX po raz wtóry zrodziła się możliwość pracy duszpasterskiej pallotynów w Berezie (księża przyjechali jesienią 1991, siostry pallotynki w r. 1995). Z powodu braku kościoła - sprawowano wówczas liturgię w wynajmowanej sali teatralnej - szybko rozpoczęto starania o możliwość wystawienia świątyni na pierwotnym miejscu. Miejscowe władze postawiły jednak warunek, że przekażą ten teren pod budowę, jeżeli dla miasta zostanie zbudowany pawilon handlowy. Było to związane z przeprowadzeniem trzech inwestycji, które znacznie przewyższały możliwości finansowe odrodzonej parafii – jeszcze przed wzniesieniem świątyni należałoby przeprowadzić rozbiórkę sklepu stojącego na miejscu dawnego kościoła i budowę nowego, w innej lokalizacji. Rozpoczęto więc starania o pozyskanie terenu dawnej kartuzji, lecz i tym razem trafiono na opór władz, które zażądały odbudowy całego założenia klasztornego w jego pierwotnym kształcie, oferując niewielką dotację w kwocie 5 milionów rubli. Jako, że odbudowa kartuzji była daleko poza zasięgiem parafii, a na budowę kościoła w centrum miasta nie uzyskano zgody, pallotyni zainteresowali się nowym terenem. W r. 1996 uzyskali wszelkie pozwolenia i rozpoczęli wznoszenie nowej świątyni wraz z domem parafialnym na obrzeżach Berezy, w jej wsch. części, nad rzeką Jasiołdą.
Nowy kościół wymurowano z białej cegły wg proj. arch. L. Kasparowicza, staraniem jego pierwszego proboszcza, ks. Andrzeja Marca SAC. Został poświęcony 7 czerwca 1997 przez kard. Kazimierza Świątka. Z poprzedniego kościoła do świątyni trafiło kilka ornatów, część sprzętu liturgicznego oraz figurka Matki Boskiej, które przechowała jedna z parafianek.

## Architektura, wyposażenie, otoczenie
Opis nieistniejącej świątyni można odtworzyć na podstawie zachowanych rysunków oraz trzech fotografii. Pozwalają one stwierdzić, że realizacja w dużej mierze odpowiadała projektowi autorstwa Wiktora Sołomowicza. Kościół usytuowany był na pn.-zach. od rynku położonego w centrum miejscowości, na dużej parceli wytyczonej pomiędzy ul. Różańską (od pd.) i ul. Sielecką (od zach.), na wprost mostu na rzece Kreczet. Zwrócony frontem na pd., murowany z cegły, tynkowany, na podmurówce licowanej kamiennymi ciosami, na planie prostokąta, bazylikowy. Prezbiterium zamknięte półkoliście, jednoprzęsłowe, ujęte dwoma piętrowymi aneksami. Korpus czteroprzęsłowy, trójnawowy, z ostatnim przęsłem węższym od pozostałych, mieszczącym kruchtę i boczne klatki schodowe. Prezbiterium niższe, szerokości nawy gł., otwarte arkadą tęczy. Nad przejściami do piętrowych aneksów loże wydzielone tralkowymi balustradkami. Nad kruchtą murowany chór muzyczny wsparty na wąskich filarach. Sklepienia krzyżowe, na gurtach, w zamknięciu prezbiterium dwie lunety. Pod prezbiterium i pierwszym przęsłem duża krypta otwierająca się na dwie strony arkadami. Fasada trójosiowa, dwukondygnacyjna, z trójkątnym szczytem, w którym Oko Opatrzności, ujętym w spływy ograniczone parami filarków z dekoracyjnymi wazonami. Elewacje boczne pięcioosiowe, dzielone pilastrami. Dachy dwuspadowe, kryte blachą (na projekcie - gontem), nad korpusem dwuspadowy z powiekami i smukłą sygnaturką nad trzecim przęsłem, nad prezbiterium zwieńczony krzyżem.
Projekt Sołomowicza obejmował także opracowanie uproszczonego ołtarza głównego, który stanowiła jedynie mensa z wyniosłym krzyżem nad tabernakulum, z trzema lichtarzami po bokach. W tle znajdowała się szczytowa, ślepa ściana zamknięcia prezbiterium oraz pary dużych okien i okulusów.

## Zagadnienia artystyczne
Zachowane rysunki pomiarowe nie pozostawiają wątpliwości co do osoby projektanta kościoła zbudowanego w latach 1928 – 1933, którym był Wiktor Sołomowicz (1868 – ?), absolwent Wydziału Architektonicznego Wyższej Szkoły Artystycznej przy Akademii Sztuk Pięknych w Petersburgu. Na przełomie lat dwudziestych i trzydziestych pełnił funkcję architekta powiatu pińskiego i wtedy właśnie, oprócz kościoła bereskiego, zaprojektował także świątynie w Drohiczynie Poleskim (1927) i Morocznie (1930). Prawdopodobne jest, że wzniesienie kościoła parafialnego w Berezie w takiej formie miało wydźwięk symboliczny, gdyż jego bryła miała nawiązywać do unicestwionej przez zaborców świątyni kartuzów. Kartuzja „stanowiła jeden z ważniejszych bastionów katolicyzmu na Polesiu. Nie nadawała się wprawdzie do odbudowy, jednak być może ze względu na pamięć o niej zdecydowano się na budowę nowej świątyni w formach nawiązujących właśnie do siedemnastowiecznego baroku (…) Fasada stanowiła nawet nie tyle pastisz, co wręcz literalną imitację frontonu barokowego kościoła. Dość suche, oszczędne, linearne formy, wertykalna artykulacja za pomocą zdwojonych pilastrów, uproszczone wolutowe spływy i pary obelisków na skrajach – wszystko to przypomina wczesnobarokowe facjaty świątyń wznoszonych około połowy XVII wieku. Szczególnie podobna wydaje się fasada kościoła Dominikanów p.w. Św. Jacka w Warszawie, wręcz można przypuszczać, że Sołomowicz dokonał jej świadomej trawestacji”.
Wiadomo również, że jednym z budowniczych świątyni był mieszkaniec Berezy, Wacław Kozłowski. Niezwykle zaangażowany w budowę kościoła, mocno przeżył jego zburzenie przez władze w r. 1964 (był obecny wśród tłumu mieszkańców miasta w czasie niszczenia murów budowli). Po tym zdarzeniu wraz z żoną Felicją przeniósł się do Polski.